# François Mellinet
Pour les articles homonymes, voir Mellinet.
François Mellinet, né le 29 août 1741 à Nantes (ou le 26 octobre 1738 selon le registre des baptêmes de la paroisse Saint-Croix) et mort le 19 juin 1793 à Paris, est un homme d'affaires et un homme politique français, député de la Loire-Inférieure à la Convention nationale.
Il est le père du général Anne François Mellinet et le grand-père de l'éditeur Camille Mellinet et du général Émile Mellinet.

## Biographie
François Mellinet est le fils d'un autre François Mellinet, apothicaire de Nantes, et d'Anne Pelu (qui signe Pelleu). Ses parents se sont mariés une dizaine de jours seulement avant sa naissance, le 17 octobre 1738 à Nantes. Ils reconnaissent par leur mariage une fille naturelle baptisée sous le prénom d'Anne le 11 septembre 1726. Anne Pelu était veuve de François Contanceau.
Il se lance dans l'activité commerciale et fonde des manufactures à Nantes.
Il travaille pendant quelques années comme directeur des magasins d'approvisionnement de Corbeil ; l'acte de naissance de son fils en 1768 le définit simplement comme « intéressé dans les affaires du Roi ». Spécialiste de la minoterie, il a, selon la Biographie universelle, découvert un procédé de conservation de la farine par étuvage.
Il épouse le 4 mai 1767 Lucie Eulalie Le Tissier des Jardins (en 1794, elle sera appelée Anne Luce Desjardins) dont il a un fils, François Anne, né à Corbeil le 29 août 1768. Un autre fils naît plus tard, Charles
À Nantes, il est à l'origine de l'entrepôt des cafés pour la construction duquel il fait assécher les marais du confluent de la Chézine et de la Loire. Il est lié à Graslin et contribue à l’embellissement de la ville.
Il est favorable à la Révolution, puis à la République et fait partie des huit élus du département de Loire-Inférieure à la Convention, au 4e rang avec 248 voix sur 452 votants. Il se positionne parmi les modérés proches des Girondins. Lors du procès de Louis XVI, il vote pour l'appel au peuple et pour la réclusion suivi du bannissement après le retour de la paix. Un discours de lui sur le sujet Louis XVI peut-il être jugé ?  est imprimé par ordre de la Convention nationale en 1792
Il meurt d'une congestion cérébrale en juin 1793.